# Alfonz X. Kastiljski
Alfonz X. Kastiljski (tudi Alfons, Alfonso El Sabio (A. Modri), A. Astronom), špansko-nemški kralj, * 23. november 1221, Burgos, (ali Toledo), Španija, † 4. april 1284, Sevilla.
Leta 1252 je postal kralj Kastilije in Leóna. V letu 1257 so ga izbrali za nemškega kralja.
Zaslužen je za napredek znanosti in književnosti. Kot mecen znanstvenikov in umetnikov je bil tudi sam avtor mnogih pomembnih del, med drugimi Cantigas de Santa Maria. Politično je bil manj uspešen. Izdal je zakonik za celotno državo in začel pisanje španske zgodovine Cronica general, prvi prevod Biblije v španščini in astronomskih del Libros del saber de astronomia. Pisal je pesmi.
Zanj so epicikli v nebesni mehaniki postali zlovešči. Zelo se je zanimal za znanost in je v vsakem pogledu podpiral učenjake - Arabce, Jude in kristjane, ki so živeli v Španiji. Njegov dvor je bil stičišče judovskih, islamskih in krščanskih učenjakov. Med proučevanjem Ptolemejeve teorije epiciklov je izjavil: »če bi me bog pri stvarjenju sveta vprašal za nasvet, bi bilo mnogo stvari preprosteje ustvarjeno.« Tudi zgradba človeškega telesa se mu je zdela šušmarska. S tem sicer ni želel izreči nobenega heretičnega mišljenja, pa so ga vseeno obsodili zaradi bogohlinja in je izgubil prestol. Leta 1282 je bil detroniziran.
Pod njegovim pokroviteljstvom so neposredno iz arabščine prevedli Albatanijeve astronomske tabele iz leta 900. V Toledu je zbral skupino 50 učenjakov, arabskih in judovskih astronomov iz Kordobe, Toleda in Pariza, da bi izboljšali al-Zarkalijeve Toledske planetne tabele iz leta 1080. Leta 1252 so sestavili znane Alfonzove (Alfonzinske) astronomske tabele, ki so bile v splošni rabi okoli 300 let, dokler von Peuerbach in Regiomontan nista ugotovila, da so za njun čas že precej nenatančne. Ernst Zinner je navedel, da te planetne tabele niso ohranjene in naj bi nastale v Parizu v letih 1300 do 1322. S temi tabelami so tedanji astronomi poskušali popravite napake iz Ptolemejevih tabel. V njih so navedli dolžino tropskega leta 365 d 5 h 49 m 16 s. Čez 330 let so leta 1582 uvedli gregorijanski koledar, ki je upošteval dotedanja znanja o dolžini leta.

## Biografija

### Zgodnje življenje
Alfonz X. je bil sin prvorojenec Fernanda III. »Sveti« in Beatriz Švabske. Del svojega otroštva je preživel na posestvih v Allarizu (Galicija), kjer se je naučil galicijsko-portugalski jezik, ki ga je potem uporabil v delu Cantigas de Santa Maria. Na dvoru v Toledu je pridobil skrbno izobraževanje na različnih področjih, ob enem pa se je začel družiti z glavnimi dediči plemiških družin kraljestev Kastilije in Leona. Zaradi svojega prispevka k španski kulturi si je prislužil vzdevek "Modri". Še kot prestolonaslednik je dosegel pomembna dela kot je osvojitev kraljestva Murcije (1241) in premirje s Jaimejem I. Aragonskim. Kot sin Beatriz Švabske se je potegoval za prestol Svetega Rimskega Cesarstva.

### Obdobje pred vladanjem
Ob dopolnjeni polnoletnosti, pri devetnajstih letih uporabi naziv dediča in začne izvajati dejavnosti vladne dejavnosti v Kraljevini Leon. Za tem pa se tudi sooči z različnimi vojnimi operacijami:
·        Leta 1243, je zaradi bolezni očeta, prevzel kampanjo za osvojitev Kraljevine Murcije. Pri tem so mu pomagali določeni muslimanski vodje vojske na tem območju. V okviru te operacije je podpisal tudi Tratado de Almizra – premirje med krono Aragona in krono Kastilije – s Jaimejem I. Aragonskim, s tem pa sta postavila meje med obema kraljestvoma.
·        V letih 1246–1247 je sodeloval v portugalski državljanski vojni, kjer je podpiral Sancha II. Portugalskega
·        V letih 1247–1248 je sodeloval v prvi vrsti pri osvojitvi Sevilje.
·        Leta 1248 se je začelo osvajanje Kraljevine Murcije, ki je spadalo pod Tratado de Almizra.
30. maja leta 1252 je Fernando III. »Sveti« umrl in 1. junija istega leta je bil prestolonaslednik Alfonz razglašen za kralja, ki je kraljeval kot Alfonz X., kralj Kastilije in Leona. 

### Kraljevanje
Bil je moder kralj. Želel je prenoviti in združiti različne statute (šp. fuero), ki so upravljali v njegovih domenah. Da bi mu to uspelo je moral napisati Fuero Real (statut zakonov) za mesta v državi, ki je obveljal leta 1255. Naslednje leto je iz italijanske Pise prišla ambasada, ki mu je ponudila podporo pri potegovanju za prestol Svetega rimskega cesarstva. Zato se je kastiljski kralj odločil, da naredijo nov razširjen kodeks pravil, ki bo temeljil na rimsko-cerkvenem pravu. Šlo je za Siete Partidas (originalno ime Knjiga zakonov – Libro de las Leyes), ki je obravnavala filozofske, moralne in teološke teme vendar z zakonodajno naravo. Kodeks pravil je bil napisan med leti 1256 in 1265.
Najbolj pomembno delo na tem območju tega monarha je bilo ponovno poseliti del starega kraljestva Sevilje. Ko se je mesto predalo se je začela porazdelitev hiš in okoliškega zemljišča med vojaki kraljeve vojske in plemstva ter ostalimi ljudmi iz vseh koncev Kastiljske krone. Ta model ponovne naselitve, ki je odstranil muslimane iz tistih krajev, ki so bili zavzeti s silo ali so kapitulirali po obleganju, je sobival z ohranjanjem lokalnega prebivalstva na različnih področjih. Veliko gorskih mest v Jaenu in Kordovi se je predalo Kastiljcem, le ti pa so potem poskrbeli za njihove trdnjave in pobirali davke, medtem ko so Mavri ohranili določeno politični in versko avtonomijo.
Ta sistem ni bil izvedljiv po uporu Mavrov leta 1264. Izgon muslimanov iz Andaluzije in demografsko izčrpanje iz kraljestev Kastilije in Leona je imelo kot posledico nizko gostoto prebivalstva na jugu, ki je ni bilo mogoče odpraviti z delom ponovnega naseljevanja Alfonza X. na območjih reke Guadalete in zaliva Kadiz, niti s pobudam plemstva na meji z Granado. Končno so se naseljevalci osredotočili na velika mesta v dolini Guadalquivir. 

## Poroka in nasledstvo

### Družina
Pred poroko z Violante Aragonsko je bil Alfonz X. dvakrat zaročen. Prvič leta 1234 z Blanko Navarsko (Blanka Šampanjska) in drugič s Felipo de Ponthieu. Obe zaroki sta bili brez učinka in leta 1240 se je poročil z Violante Aragonsko, s katero je imel 11 otrok. 
·        Berenguela (1253–1300), razglašena je bila za dedinjo prestola leta 1254, rojstvo brata Fernanda pa je to odložilo. Bila je edina od legitimnih otrok kralja, ki je ostala ob njem ob uporu njenega brata Sancha.
·        Beatriz (1254–po letu 1280), poročena z markizem Guillermom VII. de Montferrato.
·        Fernando de la Cerda (1255–1275), prestolonaslednik, leta 1269 se je poročil z Blanko Francosko, njegova prezgodnja smrt je dovolila, da je njegov brat Sancho postal kralj.
·        Leonor (1256–1275)
·        Sancho IV. de Castilla (1258–1295), Kastiljski kralj.
·        Constanza (1259–1280), nuna v samostanu Santa María la Real de Las Huelgas.
·        Pedro (1260–1283)
·        Juan (1262–1319), poročen z Mario Diaz de Haro, umrl je v bitki Sierra Elvira.
·        Isabel de Castilla y Aragón (1263–1264), umrla kot dojenček.
·        Violante de Castilla (1265–?), poročena z Diegom Lopezom V de Haro, señor de Vizcaya.
·        Jamie de Castilla (1267–1284), señor de los Cameros.
Alfonz X. pa je imel že pred poroko 4 otroke z različnimi ženskami, ena izmed njih je bila tudi njegova teta. Medtem ko je bil poročen z Violante je imel še dva otroka z drugo žensko. 

### Problem nasledstva
Prvorojeni sin in naslednjik krone, Fernando de la Cerda je umrl leta 1275 v Villa Real, ko je šel v boj proti novi severnoafriški invaziji v Andaluziji. Glede na pravna kastiljska pravila, bi v primeru smrti prvega v vrsti za krono morala pravica za prestol preiti v roke drugorojenca, torej Sancha. Vendar pa je rimsko pravo uvedeno v Siete Partidas določalo da nasledstvo pripada otrokom Fernanda de la Cerde. Kralj je najprej želel ustreči aspiracijam Sancha, nato pa sta najn pritisnila njegova žena Violante in stric Fernandovih otrok Filip III. Francoski, da je bil prisiljen ustreči vnukoma. Sancho, ki je bil znan kot »pogumni« zaradi svojega močnega karakterja, se je uprl svojemu očetu, ko je ta želel ustanoviti novo kraljestvo Jaen za starejšega sina že pokojnega Fernanda.
Sancho in večji delež plemstva se je uprl in Alfonzu X. vzel moč, niso pa mu vzeli naslova kralja. Samo Sevilja, Murcija in Badajoz so ostali verni staremu kralju. Alfonz je preklel svojega sina, ga razdedinil in skupaj s svojimi nekdanjimi sovražniki marinidi začel pridobivati nazaj svojo pozicijo. Ko je vedno več plemičev in uporniških mest začelo zapuščati Sancha je Modri kralj v Sevilji, 4. aprila leta 1284 umrl. Sancho je bil, kljub temu da je bil razdedinjen, okronan za kralja v Toledu 30. aprila leta 1284. 

## Kulturna aktivnost
Po materi Beatriz Švabski je Alfonz podedoval željo po znanju in spoštovanje do kulture. Pod njegovo literaturo spadajo različni žanri: lirika, proza, historična, pravna, znanstvena in rekreativna dela. Sponzoriral, nadzoroval in pogosto sodeloval s svojo pisavo, v sodelovanju s skupino latinskih, judovskih in muslimanskih intelektualcev, poznano kot šola prevajalcev v Toledu, pri sestavi velikega literarnega dela, ki začne v veliki meri kastiljsko prozo. 
Njegova najbolj znana lirika je Cantigas de Santa María, posvečena čudežem Device Marije, najbolj znana proza pa knjiga zgledov Calila y Dimna.
Med njegova pravna dela štejemo: Fuero Real, Espéculo, Sentenario in Siete Partidas. S temi deli je Alfonz X. poenotil zakonodajni korpus v karljestvu Kastilije
Estoria de España in General estoria spadata med zgodovinska dela. Prva obsega kronološki pregled od biblijskega in legendarnega izvora Španije do obdobja vladanja njegovega očeta Fernanda III. Druga pa zajema vse od nastanka sveta. Delo je ostalo nepopolno, ker je bilo prekinjeno pri šestem delu. Obe dve deli pa imata enak namen in sicer povezati monarhijo z zgodovino od začetka časa do njihovega kraljevanja.
Alfonz X. pa je ogromno del posvetil tudi znanostmi. V delih Lapidario, Libro complido en los judizios de las estrellas in Tablas alfonsíes so raziskovali predvsem astronomijo in astrologijo. 
Njegovo najbolj znano rekreativno delo je Libro de los juegos oziroma Knjiga iger je najstarejši zapis o šahu, ki se je ohranil v Evropi in je sestavljen iz 98 ilustriranimi stranmi, ki nakazujejo pozicije iger.